# Moss (jogo eletrônico)
Moss é um jogo eletrônico de aventura em realidade virtual desenvolvido e publicado pelo estúdio americano Polyarc. O jogo é apresentado a partir de uma mistura de perspectivas de primeira e terceira pessoa, com foco principal na solução de quebra-cabeças. Moss foi lançado para PlayStation 4 e Microsoft Windows em fevereiro de 2018 e junho de 2018, respectivamente.

## Jogabilidade
Moss é um jogo eletrônico de aventura visto numa perspectiva em primeira pessoa usando acessórios de realidade virtual (VR; HTC Vive, Oculus Rift, Oculus Quest e PlayStation VR). O jogador é mostrado no jogo como um rosto e uma esfera mascarados. Ao contrário da maioria dos jogos, o protagonista está ciente do jogador. O jogador controla Quill, navegando em ambientes e lutando contra inimigos. O jogador também pode manipular o ambiente para navegar por obstáculos e resolver quebra-cabeças. Quill se comunica com o jogador através do uso da Língua de Sinais Americana (ASL) para dicas de quebra-cabeças e respostas emocionais.
O jogador pode mudar de posição para ter perspectivas diferentes do mundo, inclinando-se para ver ao redor dos edifícios ou levantando-se e obtendo uma vista aérea. Existem pergaminhos colecionáveis que só podem ser encontrados mudando de posição e explorando partes do mundo que normalmente não podem ser vistas.